# 具瘤西南水苏
具瘤西南水苏（学名：Stachys kouyangensis var. tuberculata）为唇形科水苏属下的一个变种。

## 扩展阅读
- 維基物種上的相關：具瘤西南水苏